# 제2차 세계 대전의 북극해 호송대

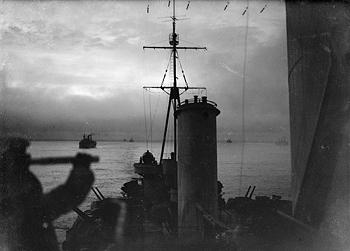
HMS 셰필드

제2차 세계 대전의 북극해 호송대는 영국, 북미, 아이슬란드에서 소련 북부 지역 항구(주로 아르항겔스크, 무르만스크로 이동하던 호송대다. 대서양, 북극해에서 1941년 8월부터 1945년 5월까지 활동한 호송대는 1942년 9월까지의 소련행 호송대(암호명 PQ) 19편, 소련발 호송대(암호명 QP) 15편, 1942년 12월부터의 소련행 호송대(암호명 JW) 67편, 소련발 호송대(암호명 RA) 67편을 포함하는데, 1942년 몇 해 동안, 1943년과 1944년 여름에는 활동을 중단했다.
상선 약 1,400척이 영소협정(Anglo-Soviet Agreement)과 미국의 무기대여법 하에 영국 해군, 캐나다 해군, 미 해군의 호위를 받아 소련으로 핵심 물자를 전달했다. 상선 85척, 영국 해군 수상함 16척(순양함 2척, 구축함 6척, 다른 호위 선박 8척)이 손실됐다. 나치 독일 해군은 수많은 상선, 전함 한 척, 구축함 3척, 유보트 30척, 수많은 항공기를 잃었다.